# 흰머리솔개
흰머리솔개(학명 : Haliastur indus)는 수리목 수리과 휘파람솔개속에 속하는 열대 맹금류의 일종으로, 호주·인도 공화국·방글라데시·멜라네시아 등지에서 서식한다. 국내에서는 2003년 서울특별시에서 발견된 바가 있다.